# Hans Krebs (Architekt)

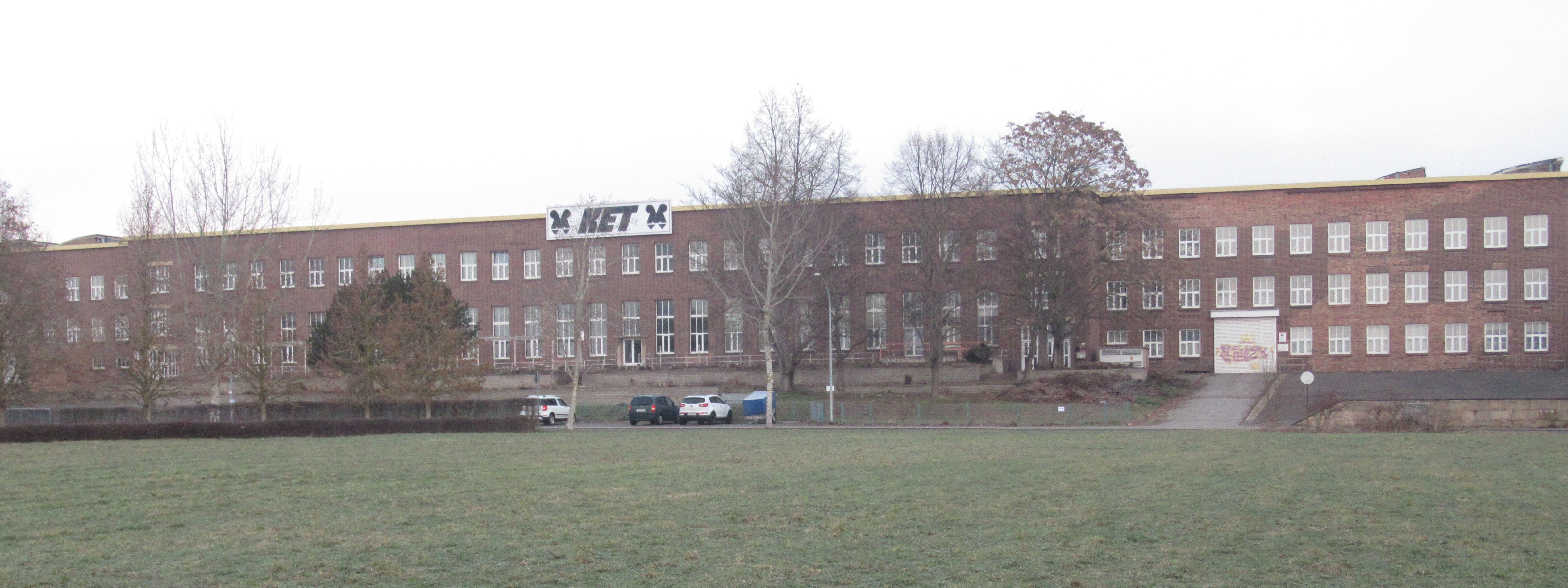
KET-Halle im Weimar-Werk

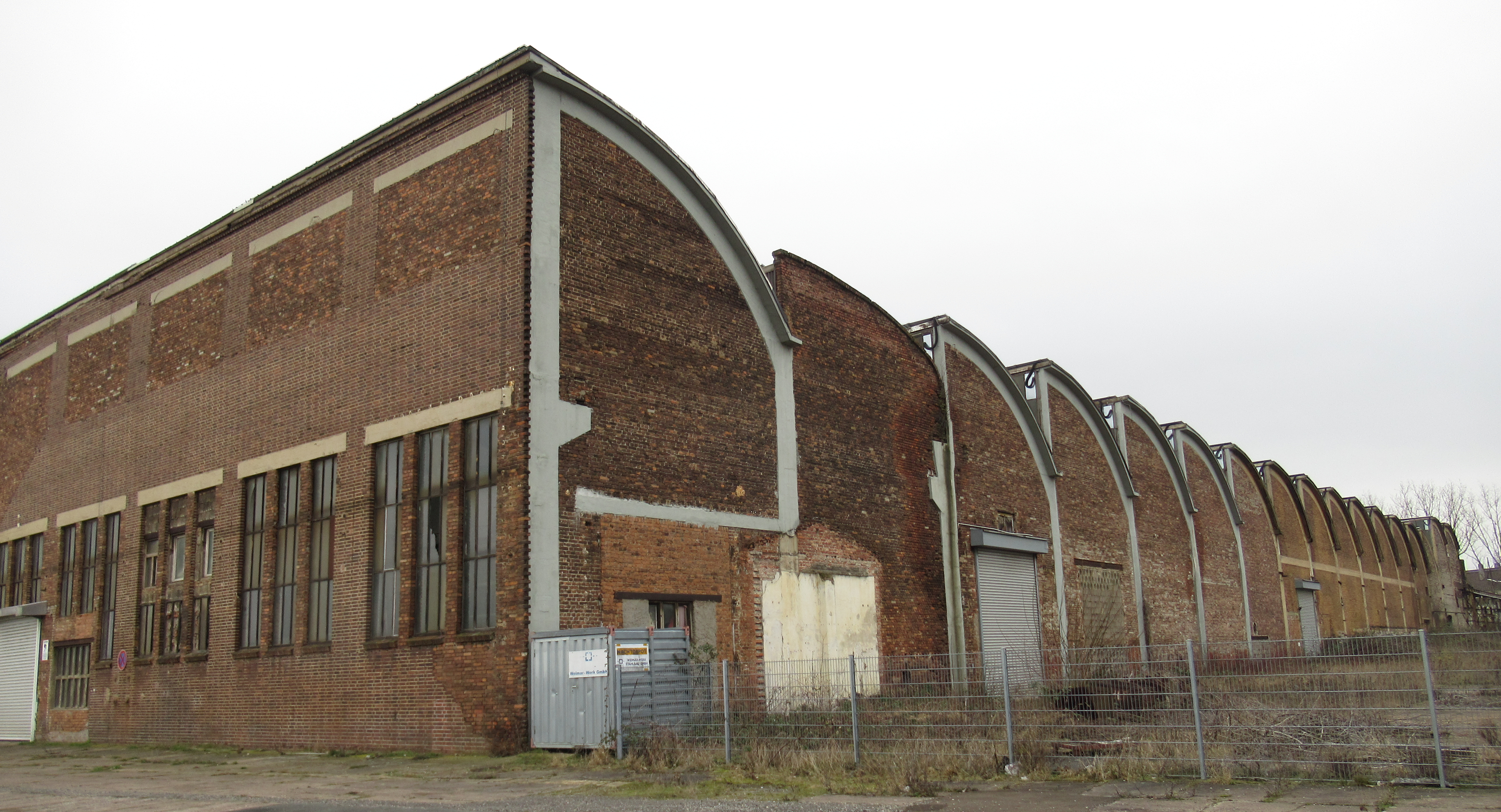
Sheddachhalle in Weimar

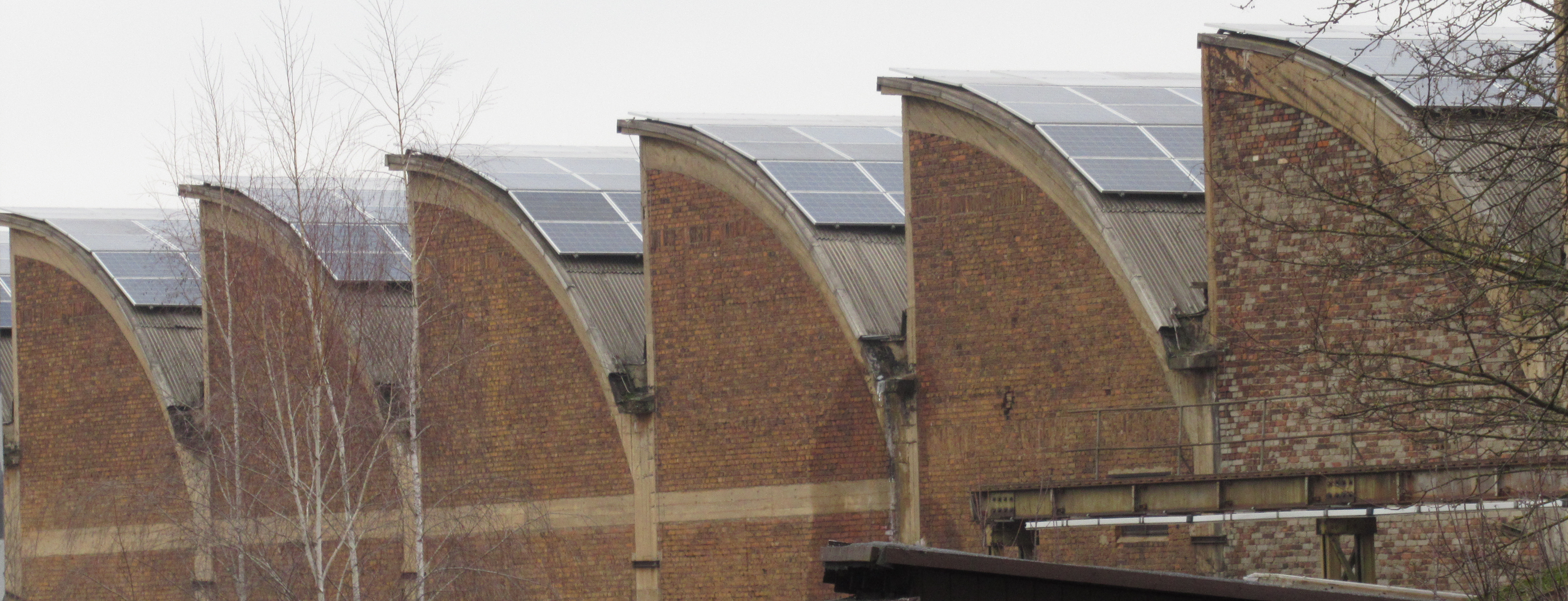
Ansicht von Westen

Hans (Johannes) Krebs, * 19. Juni 1890 in Mettmann † 26. Juni 1968 in Icking, war ein deutscher Architekt und Designer. Er hatte in Berlin ein Architekturbüro.

## Leben
Krebs wurde als 5. von 8 Kindern des Pfarrers Hermann Krebs und seiner Ehefrau Sophie geb. Bartels in Mettmann geboren. Aufgrund seiner künstlerischen Begabung studierte er Architektur, sein Interesse ragte aber weit über die bautechnische Ausbildung hinaus in den Bereich der bildenden Kunst. Er unterhielt auch Kontakte zu zeitgenössischen Künstlern. So war er befreundet mit dem Maler und Bildhauer Werner Gothein, einem Schüler von Ernst Ludwig Kirchner. Als Architekt und Designer war Krebs geprägt durch das Bauhaus.
Krebs ist in einer Architekturdatenbank seit 1929 als Architekt in Berlin erwähnt. Im Berliner Adreßbuch von 1929 steht ein Architekt dieses Namens für den Stadtteil Friedenau in der dortigen Taunusstraße. Doch der Architekt Hans Krebs in Friedenau steht seit mindestens 1925 im Reichs-Branchen-Adreßbuch. Auch im Adreßbuch von 1925 ist er aufgeführt.  Im Bundesarchiv Berlin gibt es eine Akte der Reichskulturkammer hinsichtlich Personalvorgänge, der zufolge Krebs sich auch als Kunsthändler betätigte. Im Berliner Adreßbuch von 1938 steht ein Architekt Hans Krebs mit Wohnsitz am Burggrafenweg 16. Auch in dem von 1939 ist das der Fall.
Seine Tätigkeit bei AEG steht in engem Zusammenhang mit  Peter Behrens. Krebs war Schüler von Behrens. Nach 1914 wurde jedenfalls Krebs künstlerischer Berater bei AEG. Auch nach dem Zweiten Weltkrieg war Krebs bis zu seinem Ruhestand als Architekt und Designer für die AEG tätig. Ein Architekt Hans Krebs steht im Berliner Adreßbuch von 1957 in der Hewaldstraße 10. Der Stadtbezirk Berlin-Schöneberg war offenbar sein bevorzugter Wohn- und Arbeitsort. Sämtliche Adressen, die für ihn nachweisbar sind, liegen hier. Das Wochenendhaus, das er In Kablow am Krüpelsee (heute Ortsteil von Königs Wusterhausen) hatte bauen lassen, stand durch die deutsche Teilung nach dem Krieg nicht mehr zur Verfügung. Er hatte es vor dem Krieg für seine Frau entworfen mit der Besonderheit, dass es ein ovales Wohnzimmer besaß. Um 1960 ist Krebs mit seiner Ehefrau Luise geb. Bornkamm aus dem isolierten Westberlin nach Icking im Isartal umgezogen. Dort ist er am 24. Juni 1968 verstorben.
Im Bereich Kromsdorfer Straße mit der Adresse Am Industriepark 7 in Weimar-Nord wurde 1939–1942 nach seinen Plänen die dortige Sheddachhalle („Halle I“) im Weimar-Werk, die seinerzeit die größte ihrer Art in Thüringen war, errichtet.Karina Loos erwähnt in ihrer Dissertation zur Architektur Weimars mehrfach einen Architekten Hans Krebs in Berlin im Zusammenhang der bereits 1939 begonnenen Planung des neuen Standortes des  Fritz-Sauckel-Werkes. Krebs war somit auch von Anfang an bei der Bauplanung der Werkzeugmaschinenfabrik involviert. Krebs’ Entwurf der Halle I, der realisiert wurde, fand keineswegs allgemeine Zustimmung, so dass er Änderungen zusagen musste. Das betraf vor allem die Fassadengestaltung. Das führte zur Verkleidung der Fassaden mit Klinkern. Nach Karina Loos hatte Krebs nicht nur diese erwähnte Produktionshalle entworfen, sondern: Die Hochbauplanung und Gestalt des Produktionskomplexes stammte ebenso, wie die der Halle I des Fritz-Sauckel-Werkes, nicht vom Baubüro der Gustloff-Werke in Weimar und auch nicht von einem Weimarer oder Thüringer Architekten, sondern wurde in Berlin durch den Architekten Hans Krebs gefertigt. Bedeutsam an den dem Entwurf ist, dass die Gauführung nicht nur Hinsichtlich der Gestaltung des öffentlichen Stadtbildes ihre Vorstellungen von einer zu einer „Neugestaltungsstadt“ ernannten Gauhauptstadt umgesetzt wissen wollte, sondern dieselben Forderungen auch an die Konzeption von Produktionseinrichtungen stellte. Krebs setzte im Wesentlichen diese Forderungen um. Er achtete bei seinen Entwürfen streng auf Funktionalität und Symmetrie. Auch wenn die Halle(n) scheinbar einen Bereich einschließlich dem sozialen umfasste, so waren diese in Wahrheit voneinander getrennt, abgestimmt auf die Produktionsprozesse. Die Bauweise erinnert an die Bauhaus-Architektur. Vorbildwirkung für die Bauhaus-Architektur hatte der Bau für AEG von Peter Behrens durchaus, dessen Schüler Krebs ja war. Letztlich befand sich hier einer der größten Produzenten von Landmaschinen der DDR. U. a. Mähdrescher wurden hier hergestellt. Nach 1990 erfolgte eine neue städtebauliche Gliederung des Areals und der KET-Halle. Letztere bekam ihre landläufige Bezeichnung von der Kartoffel-Ernte-Technik Weimar Handelgesellschaft her, deren Abkürzung sie ist. Krebs und diese Halle ist jedenfalls Forschungsgegenstand der Architekturforschung an der Bauhaus-Universität Weimar. Nicht ausgeschlossen werden kann, dass Behrens gar selbst Krebs hierfür empfohlen hatte.
Obwohl Krebs sichtbar mit den Nazis zusammenarbeitete und davon offenkundig profitierte, war er nicht Mitglied der NSDAP. Vielmehr ließ er seine Beziehungen zu Künstlern, deren Werke als entartet beschlagnahmt wurden, nicht abreißen, und er hielt mit seiner Frau Kontakte zu emigrierten jüdischen Freunden aufrecht.